# ريفينسبور

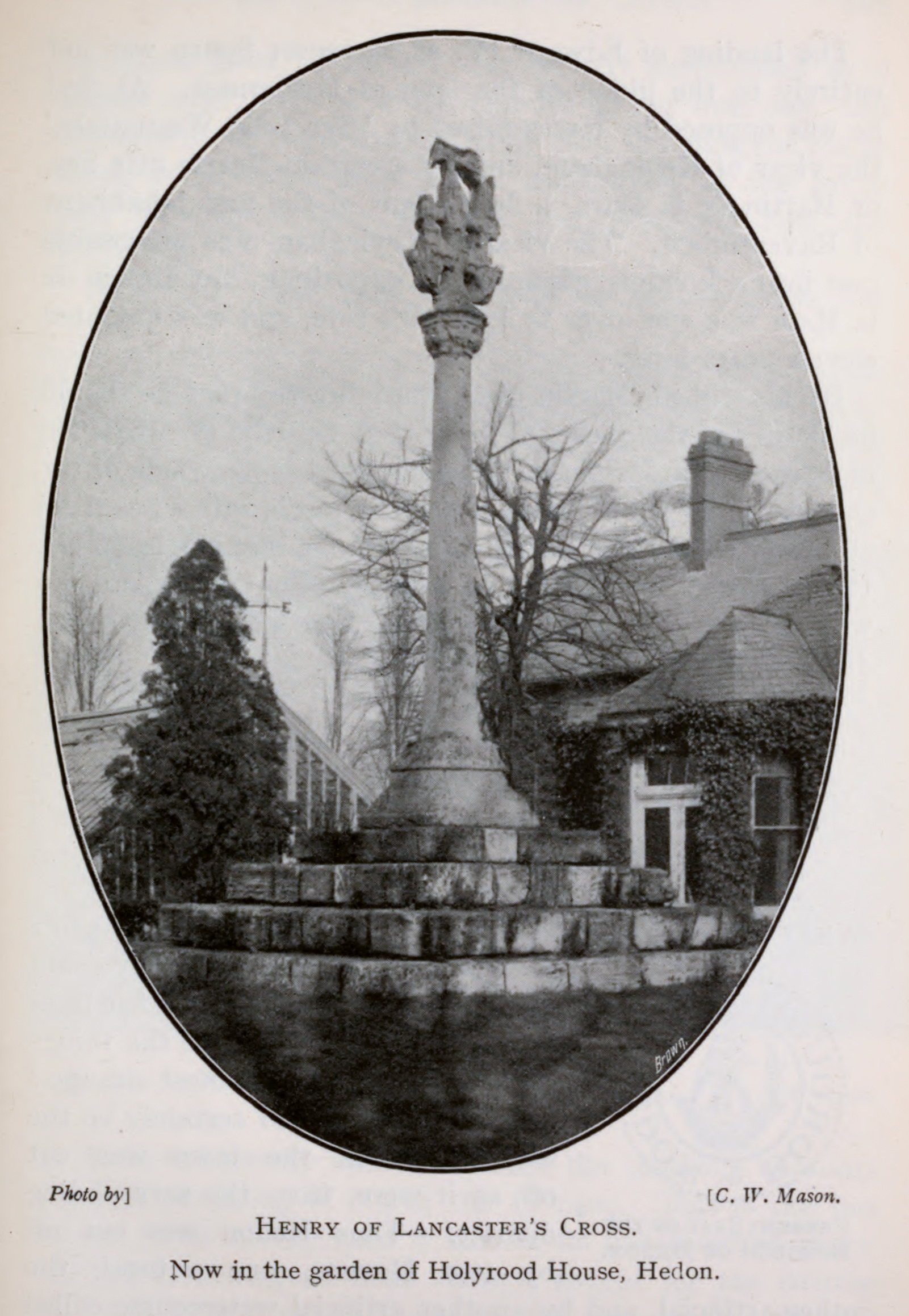

ريفينسبور (بالإنجليزية: Ravenspurn)‏ هي قرية كانت تقع في شرق يوركشير بإنجلترا قبل أن تدمر بفعل تآكل سواحلها .